# Ranibizumab
Ranibizumab – fragment rekombinowanego humanizowanego przeciwciała monoklonalnego, stosowany jako lek w leczeniu neowaskularnej (wysiękowej) postaci zwyrodnienia plamki związanego z wiekiem (AMD).
Działanie ranibizumabu polega na hamowaniu tworzenia się patologicznych naczyń krwionośnych w siatkówce oka, przez łączenie się z białkiem śródbłonkowemu czynnikowi wzrostu naczyń typu A (VEGF-A).
Sposób leczenia polega na podawaniu preparatu ranibizumabu do ciała szklistego.
Nazwa handlowa leku dostępnego w Polsce: Lucentis.